# Неофит I
Патриарх Неофит I (греч. Νεόφυτος Ι ум. 1154) - патриарх Константинопольский, занимавший пост на протяжении одного года (1153-1154).
Предшественником патриарха Неофита I был патриарх Феодот II, а его преемником был патриарх Константин IV Хлиарин.

## Биография
До избрания на Константинопольскую кафедру Неофит I был насельником столичного монастыря пресвятой Богородицы Евергетиды.
После смерти патриарха Феодота II, император Мануил I Комнин, активно контролировавший церковную жизнь, принял решение о возведении Неофита I в сан патриарха, однако вскоре по неизвестным историкам причинам, Неофит покинул кафедру и вернулся в монастырь.
Покидание им кафедры могло произойти как спустя 13 месяцев, так и через месяц после возведения его в сан.
Акты, связанные с патриаршим служением Неофита I не сохранились.
Скончался в 1154 году в монастыре пресвятой Богородицы Евергетиды.